# Hvidhval
Hvidhvalen (Delphinapterus leucas) er en arktisk og subarktisk tandhval.

## Taksonomi og udvikling
Hvidhvalen blev første gang videnskabeligt beskrevet af Peter Simon Pallas i 1776. Den er medlem af Monodontidae-familien sammen med narhvalen.
Den tidligste forfader til hvidhvalen er den nu uddøde Denebola brachycephala fra sent i den miocæne epoke. Et enkelt fossil er fundet vest for Mexico, hvilket indikerer, at familien engang trivedes i varmere vande. Fossilernes historie indikerer også, at i relativt nyere tidsperioder har hvidhvalernes leveområder tilpasset sig ismasserne i forbindelse med istider.

## Fysisk beskrivelse
Denne sociale hval kan blive op til 5 meter lang, større end næsten alle delfinerne, men mindre end de fleste andre tandhvaler. Hannerne er typisk større end hunnerne – hannerne kan veje 1,5 ton og hunnerne omkring et ton. Nyfødte hvidhvaler er omtrent 1,5 meter lange og vejer 80 kg. Denne hval er umiskendelig, når den er voksen: den er helt hvid og har ingen rygfinne. Hovedet er også ulig andre tandhvalers – dens melon er stor og meget bevægelig. I modsætning til de fleste andre hvaler, er nakkehvirvlerne hos hvidhval ikke sammenvoksede, hvilket giver dyret stor bevægelighed i nakkeleddet og dermed mulighed for at dreje hovedet mere end andre delfiner og hvaler.
Manglen på en rygfinne er afspejlet i slægtsnavnet for arten – Apterus er latin for "finneløs". Den evolutionære årsag til den manglende finne menes at være en tilpasning til at svømme under is og finde føde langs bunden, hvor de sandsynligvis svømmer med bugen opad, som det er vist, at narhvaler gør. Halefinnen bøjer længere fremad med alderen. Lufferne er brede og korte, hvilket gør dem næsten firkantede.
Hannerne bliver kønsmodne efter ca. otte år, hunnerne efter fem. Hunner føder en enkelt kalv i foråret efter 15 måneders graviditet. Unge hvidhvaler er ensfarvet mørkegrå. Den grå nuance bliver langsomt mere hvid, efterhånden som dyret bliver større – og hvalerne opnår deres karakteristiske hvide farve efter ca. syv år hos hunner og ni år hos hanner. Dieperioden er omtrent to år. Parringsadfærden er ikke kendt. Hvidhvaler kan blive op til fyrre år gamle.

## Udbredelse
Hvidhvalen findes i arktiske og subarktiske vande fra 50° N til 80° N. I foråret bevæger hvidhvalerne sig til deres sommerområder, bugter, flodmundinger og andre smalle farvande. Disse sommerpladser er adskilte fra hinanden, og hunnerne vil typisk vende tilbage til samme sted år efter år. Efterhånden som deres sommerpladser iser til om efteråret, flytter hvidhvalerne sig mod dybere vand for vinteren. De fleste svømmer i retning af den fremrykkende fastiskant og bliver tæt på den. Andre bliver under det tilisede område og overlever ved at finde sprækker i isen med åbent vand. Hvidhvaler kan også finde luftlommer fanget under isen. Deres imponerende evne til at finde tynde slidser af åbent vand, hvor isen dækker mere end 95 procent af havoverfladen, er stadigvæk et mysterium og er til stor interesse for forskerne. Det er klart, at deres biosonar spiller en rolle, og det er foreslået, at hvidhvalerne kan sanse åbent vand med deres ekkolokalisering.

## Adfærd
Hvidhvaler er yderst sociale væsner. De bevæger sig i grupper der typisk indeholder dyr af samme køn og alder. Grupper af hanner kan indeholde hundreder af dyr. Hunner med kalve blander sig typisk i lidt mindre grupper. Når grupperne samles om sommeren, kan de indeholde tusinder af dyr. Dette kan repræsentere en betydelig mængde af den samlede hvidhvalsbestand, og det er ved denne tid, at de er mest sårbare over for jagt.
Hvidhvalsgrupperne er ustabile, hvilket vil sige at hvidhvaler går fra en gruppe til en anden og tilhørsforholdet til en gruppe er sjældent permanent. De tætteste sociale bånd knyttes mellem hunner og deres kalve. Kalvene vender ofte tilbage til det samme sommeropholdssted som deres mor – nogle gange også efter de er fuldt voksne.
Hvidhvaler er langsomtsvømmende pattedyr, der primært lever af fisk, blæksprutter og skaldyr. Jagt på havbunden foregår typisk ned til dybder på 300 meter, men de kan dykke mindst dobbelt så dybt.
Hvidhvaler er akustisk meget aktive og har et stort register af sociale lyde inkl. klik-lyde, knirke-lyde, fløjt og en klokkelignende klang-lyd.
Deres hovedfjende fra naturens side er isbjørne, især når hvalerne bliver omringet og fanget af isen. Bjørnen slår en hval i hovedet med poten og trækker efterfølgende hvalen op på isen for et festmåltid. Hvidhvaler er også tilstrækkeligt små til at blive offer for spækhuggere.

## Bestandsstørrelser og menneskelig påvirkning
Den globale bestand af hvidhvaler er i dag på omkring 100.000 dyr. Selv om dette tal er meget højere end for visse andre tandhvaler, er det langt lavere end historisk set på grund af årtiers intensiv jagt.
På grund af deres forudsigelige migrationsruter og store ansamlinger har hvidhvaler været jaget af inuit i Arktis i århundreder og efterstræbes stadig på grund af deres meget velsmagende kød og spæk (mattak).
Indirekte menneskeskabte forstyrrelser truer muligvis også arten. Mens nogle individer tolererer små skibe, flygter andre aktivt fra dem. Hvalsafarier efter narhvaler er en stor og voksende aktivitet i nogle områder, og det kan stresse dyrene.
Hvidhvaler var en af de første hvalarter, der blev taget ind i fangenskab. Den første hvidhval blev fremvist i Barnum's Museum i New York i 1861. I dag er den fortsat en af de populære arter i fangenskab i Nordamerika, Europa og Japan. Dens popularitet skyldes bl.a. dens farve samt den udtryksfulde ansigtsmimik. De fleste hvidhvaler i akvarier er indfangede, men et avlsprogram har dog haft en smule succes.
Både den amerikanske og den tidligere sovjetiske flåde har anvendt specialtrænede hvidhvaler til at fjerne søminer i arktiske have.

## Billeder
- Gruppe af hvidhvaler
- Hvidhvaler svømmer
- Hvidhvaler nær ankerplads
- Hvidhval i fangenskab spionkigger
- Hvidhval mor og kalv kigger
- Fra Georgia Aquarium
- Færøsk frimærke fra 1998